# Phân bộ Chuột
Myomorpha là một phân bộ gồm 1.137 loài gặm nhấm giống chuột, chúng chiếm gần 1/4 tất cả các động vật có vú. Liên bộ này gồm chuột nhắt, chuột cống, chuột nhảy hamster, lemming và chuột đồng. Chúng được phân nhóm dựa theo cấu trúc của hàm và răng. Myomorpha được tìm thấy trên khắp toàn cầu (một phần ở Antarctica) trong tất cả sinh cản trên đất liền.

## Phân loại
Hầu hết các loài myomorpha được xếp vào liên họ Muroidea:
- Liên họ Muroidea
  - Họ Platacanthomyidae
  - Họ Spalacidae
  - Họ Calomyscidae
  - Họ Nesomyidae
  - Họ Cricetidae
  - Họ Muridae
- Liên họ Dipodoidea
  - Họ Dipodidae

Về mặc lịch sử phân loại, định nghĩa liên họ Myomorpha bao gồm một hoặc hai:
- Liên họ Geomyoidea
  - Họ Heteromyidae
  - Họ Geomyidae
- Liên họ Gliroidea
  - Họ Gliridae